# Le Iene presentano: Inside
Le Iene presentano: Inside è un programma televisivo italiano e spin-off de Le Iene di genere talk show, rotocalco e investigativo, in onda su Italia 1 dal 30 ottobre 2022.

## Il programma
Il programma nasce come cronaca, approfondimento su determinati casi della storia italiana e non, incentrando una puntata intera, anziché un solo servizio, come avviene nel format originale.

## Edizioni
| Edizione | Conduzione             | Periodo          | Periodo          | Puntate | Studio                                                        |
| Edizione | Conduzione             | Inizio           | Fine             | Puntate | Studio                                                        |
| -------- | ---------------------- | ---------------- | ---------------- | ------- | ------------------------------------------------------------- |
| 1ª       | Gli inviati de Le Iene | 30 ottobre 2022  | 4 dicembre 2022  | 6       | Studio 6 del Centro di produzione Mediaset di Cologno Monzese |
| 2ª       | Gli inviati de Le Iene | 12 marzo 2023    | 7 maggio 2023    | 8       | Studio 6 del Centro di produzione Mediaset di Cologno Monzese |
| 3ª       | Gli inviati de Le Iene | 9 novembre 2023  | 21 dicembre 2023 | 6       | Studio 6 del Centro di produzione Mediaset di Cologno Monzese |
| 4ª       | Gli inviati de Le Iene | 15 febbraio 2024 | 28 marzo 2024    | 7       | Studio 6 del Centro di produzione Mediaset di Cologno Monzese |
| 5ª       | Gli inviati de Le Iene | 10 ottobre 2024  | 21 novembre 2024 | 7       | Studio 6 del Centro di produzione Mediaset di Cologno Monzese |
| 6ª       | Gli inviati de Le Iene | 30 marzo 2025    | 10 giugno 2025   | 7       | Studio 6 del Centro di produzione Mediaset di Cologno Monzese |

## Puntate e ascolti

### Prima edizione (2022)
La prima edizione del programma, è andata in onda ogni domenica in prima serata su Italia 1 dal 30 ottobre al 4 dicembre 2022, in diretta dallo studio 6 del Centro di produzione Mediaset di Cologno Monzese.
| Puntata | Titolo                                                | Argomento                                                | Conduzione          | Regia                | Messa in onda    | Ascolti        | Ascolti | Ascolti |
| Puntata | Titolo                                                | Argomento                                                | Conduzione          | Regia                | Messa in onda    | Telespettatori | Share   | Fonte   |
| ------- | ----------------------------------------------------- | -------------------------------------------------------- | ------------------- | -------------------- | ---------------- | -------------- | ------- | ------- |
| 1       | Suicidio o omicidio: si riapre il caso David Rossi?   | Morte di David Rossi                                     | Antonino Monteleone | Marco Occhipinti     | 30 ottobre 2022  | 910 000        | 5,20%   | [ 1 ]   |
| 2       | Chi ha ucciso il sindaco Angelo Vassallo?             | Omicidio di Angelo Vassallo                              | Giulio Golia        | Francesca Di Stefano | 6 novembre 2022  | 1 009 000      | 5,50%   | [ 2 ]   |
| 3       | Carlo e gli altri: quando la tutela diventa ragnatela | Caso di Carlo Gilardi                                    | Nina Palmieri       | Carlotta Bizzarri    | 13 novembre 2022 | 1 277 000      | 7,10%   | [ 3 ]   |
| 4       | Il lavoro in Italia e il reddito di cittadinanza      | Lavoro e reddito di cittadinanza                         | Gaetano Pecoraro    | Francesco Priano     | 20 novembre 2022 | 1 434 000      | 7,80%   | [ 4 ]   |
| 5       | Droga                                                 | Droghe e tossicodipendenza                               | Luigi Pelazza       | Andrea Bempensante   | 27 novembre 2022 | 1 614 000      | 8,40%   | [ 5 ]   |
| 6       | 25 anni di Iene - Tutti da ridere                     | Celebrazioni del venticinquesimo anniversario de Le Iene | Stefano Corti       | Ricky Messa          | 4 dicembre 2022  | 1 237 000      | 6,60%   | [ 6 ]   |

### Seconda edizione (2023)
La seconda edizione del programma, è andata in onda ogni domenica in prima serata su Italia 1 dal 12 marzo al 7 maggio 2023, in diretta dallo studio 6 del Centro di produzione Mediaset di Cologno Monzese.
| Puntata | Titolo                                            | Argomento                                                  | Conduzione          | Regia                | Messa in onda  | Ascolti        | Ascolti | Ascolti |
| Puntata | Titolo                                            | Argomento                                                  | Conduzione          | Regia                | Messa in onda  | Telespettatori | Share   | Fonte   |
| ------- | ------------------------------------------------- | ---------------------------------------------------------- | ------------------- | -------------------- | -------------- | -------------- | ------- | ------- |
| 1       | Mostri o innocenti?                               | Massacro di Ponticelli                                     | Giulio Golia        | Francesca Di Stefano | 12 marzo 2023  | 997 000        | 5,80%   | [ 7 ]   |
| 2       | La misteriosa morte di Federico Tedeschi          | Morte di Federico Tedeschi                                 | Antonino Monteleone | Nicola Remisceg      | 19 marzo 2023  | 945 000        | 5,40%   | [ 8 ]   |
| 3       | L'amore                                           | Storie d'amore di persone diverse e di diverso tipo        | Nina Palmieri       | Nicola Barraco       | 26 marzo 2023  | 920 000        | 5,30%   | [ 9 ]   |
| 4       | Scommettiamo che Rosa e Olindo sono innocenti?    | Strage di Erba                                             | Antonino Monteleone | Francesco Priano     | 2 aprile 2023  | 1 125 000      | 6,60%   | [ 10 ]  |
| 5       | L'anima nera della Chiesa                         | Abusi sessuali in Vaticano                                 | Gaetano Pecoraro    | Riccardo Festinese   | 16 aprile 2023 | 1 058 000      | 6,30%   | [ 11 ]  |
| 6       | Chi c'è dietro gli "scoop" di cronaca nera in TV? | Truffe sulla cronaca nera in TV                            | Roberta Rei         | Francesco Priano     | 23 aprile 2023 | 960 000        | 6,00%   | [ 12 ]  |
| 7       | Italia criminale                                  | Lotta a Cosa Nostra, camorra, 'ndrangheta e mafia pugliese | Giulio Golia        | Francesca Di Stefano | 30 aprile 2023 | 1 245 000      | 7,70%   | [ 13 ]  |
| 8       | Riflessioni sulla giustizia                       | Problemi della giustizia in Italia                         | Antonino Monteleone | Riccardo Festinese   | 7 maggio 2023  | 906 000        | 5,50%   | [ 14 ]  |

### Terza edizione (2023)
La terza edizione del programma, è andata in onda ogni giovedì in prima serata su Italia 1 dal 9 novembre al 21 dicembre 2023, in diretta dallo studio 6 del Centro di produzione Mediaset di Cologno Monzese.
| Puntata | Titolo                                                    | Argomento                                              | Conduzione          | Regia                | Messa in onda    | Ascolti        | Ascolti | Ascolti |
| Puntata | Titolo                                                    | Argomento                                              | Conduzione          | Regia                | Messa in onda    | Telespettatori | Share   | Fonte   |
| ------- | --------------------------------------------------------- | ------------------------------------------------------ | ------------------- | -------------------- | ---------------- | -------------- | ------- | ------- |
| 1       | La nostra sanità tra promesse e realtà                    | Stato del servizio sanitario in Italia                 | Gaetano Pecoraro    | Riccardo Festinese   | 9 novembre 2023  | 860 000        | 5,84%   | [ 15 ]  |
| 2       | La serie sulla morte di Mario Biondo ha raccontato tutto? | Morte di Mario Biondo                                  | Roberta Rei         | Riccardo Festinese   | 16 novembre 2023 | 867 000        | 5,43%   | [ 16 ]  |
| 3       | La camorra                                                | L'omonima organizzazione criminale della Campania      | Giulio Golia        | Francesca Di Stefano | 23 novembre 2023 | 1 003 000      | 6,74%   | [ 17 ]  |
| 4       | Le verità nascoste della veggente di Trevignano           | Presunte apparizioni della Madonna a Trevignano Romano | Gaston Zama         | Gaston Zama          | 30 novembre 2023 | 1 286 000      | 8,83%   | [ 18 ]  |
| 5       | La 'ndrangheta                                            | L'omonima organizzazione criminale della Calabria      | Giulio Golia        | Francesca Di Stefano | 7 dicembre 2023  | 1 186 000      | 8,36%   | [ 19 ]  |
| 6       | Un'altra verità per la strage di Erba                     | Altre testimonianze sulla strage di Erba               | Antonino Monteleone | Francesco Priano     | 21 dicembre 2023 | 987 000        | 6,76%   | [ 20 ]  |

### Quarta edizione (2024)
La quarta edizione del programma è andata in onda ogni giovedì in prima serata su Italia 1 dal 15 febbraio al 28 marzo 2024, in diretta dallo studio 6 del Centro di produzione Mediaset di Cologno Monzese.
| Puntata | Titolo                                       | Argomento                                                      | Conduzione             | Regia                | Messa in onda    | Ascolti        | Ascolti | Ascolti |
| Puntata | Titolo                                       | Argomento                                                      | Conduzione             | Regia                | Messa in onda    | Telespettatori | Share   | Fonte   |
| ------- | -------------------------------------------- | -------------------------------------------------------------- | ---------------------- | -------------------- | ---------------- | -------------- | ------- | ------- |
| 1       | Chi è stato ad uccidere Serena?              | Delitto di Arce                                                | Veronica Ruggeri       | Alessia Rafanelli    | 15 febbraio 2024 | 1 069 000      | 7,06%   | [ 21 ]  |
| 2       | Noi siamo quello che mangiamo                | L'importanza del cibo e i retroscena dell'industria alimentare | Matteo Viviani         | Riccardo Festinese   | 22 febbraio 2024 | 1 333 000      | 8,58%   | [ 22 ]  |
| 3       | Cosa Nostra                                  | L'omonima organizzazione criminale della Sicilia               | Gaetano Pecoraro       | Francesca Di Stefano | 29 febbraio 2024 | 1 161 000      | 7,32%   | [ 23 ]  |
| 4       | Quello che gli uomini non sanno              | La festa della donna e i segreti del mondo femminile           | Nina Palmieri          | Alessia Rafanelli    | 7 marzo 2024     | 1 029 000      | 6,52%   | [ 24 ]  |
| 5       | San Patrignano: inferno o paradiso?          | Misteri e curiosità dell'omonima comunità riminese             | Cizco                  | Angelo De Luca       | 14 marzo 2024    | 1 173 000      | 8,11%   | [ 25 ]  |
| 6       | Perché Rosa e Olindo possono essere assolti? | Il processo di revisione della strage di Erba                  | Antonino Monteleone    | Francesco Priano     | 21 marzo 2024    | 1 015 000      | 6,94%   | [ 26 ]  |
| 7       | Doping: davvero vincono sempre i migliori?   | L'illegalità del doping nel mondo dello sport                  | Alessandro De Giuseppe | Riccardo Festinese   | 28 marzo 2024    | 1 214 000      | 8,65%   | [ 27 ]  |

### Quinta edizione (2024)
La quinta edizione del programma è andata in onda ogni giovedì in prima serata su Italia 1 dal 10 ottobre al 21 novembre 2024, in diretta dallo studio 6 del Centro di produzione Mediaset di Cologno Monzese.
| Puntata | Titolo                                  | Argomento                                                                            | Conduzione       | Regia                | Messa in onda    | Ascolti        | Ascolti | Ascolti |
| Puntata | Titolo                                  | Argomento                                                                            | Conduzione       | Regia                | Messa in onda    | Telespettatori | Share   | Fonte   |
| ------- | --------------------------------------- | ------------------------------------------------------------------------------------ | ---------------- | -------------------- | ---------------- | -------------- | ------- | ------- |
| 1       | Gli esorcismi di Don Barone             | Gli abusi sessuali di Don Michele Barone                                             | Gaetano Pecoraro | Alessia Rafanelli    | 10 ottobre 2024  | 847 000        | 7,07%   | [ 28 ]  |
| 2       | Rigopiano e le grandi tragedie italiane | La valanga di Rigopiano e il problema della prevenzione in Italia                    | Roberta Rei      | Marco Fubini         | 17 ottobre 2024  | 821 000        | 7,12%   | [ 29 ]  |
| 3       | Belli a qualsiasi costo                 | La chirurgia estetica e i suoi effetti                                               | Veronica Ruggeri | Riccardo Festinese   | 24 ottobre 2024  | 1 002 000      | 8,61%   | [ 30 ]  |
| 4       | Da Enzo Tortora ai mostri di Ponticelli | Gli errori giudiziari in Italia: il caso di Enzo Tortora e il massacro di Ponticelli | Giulio Golia     | Francesca di Stefano | 31 ottobre 2024  | 810 000        | 7,10%   | [ 31 ]  |
| 5       | Salviamo il pianeta                     | I cambiamenti climatici, l'inquinamento e i fenomeni meteorologici estremi           | Matteo Viviani   | Riccardo Spagnoli    | 7 novembre 2024  | 727 000        | 6,90%   | [ 32 ]  |
| 6       | Mille ragazzi in fuga dalla droga       | Storie di alcuni tossicodipendenti ospiti della comunità di San Patrignano           | Cizco            | Angelo De Luca       | 14 novembre 2024 | 938 000        | 7,83%   | [ 33 ]  |
| 7       | Serena Mollicone: non è ancora finita   | Altre testimonianze sul delitto di Arce                                              | Veronica Ruggeri | Alessia Rafanelli    | 21 novembre 2024 | 926 000        | 7,66%   | [ 34 ]  |

### Sesta edizione (2025)
La sesta edizione del programma è andata in onda ogni domenica in prima serata su Italia 1 dal 30 marzo all'11 maggio 2025, e al martedì per la puntata del 10 giugno 2025, in diretta dallo studio 6 del Centro di produzione Mediaset di Cologno Monzese.
| Puntata | Titolo                                          | Argomento                           | Conduzione             | Regia                | Messa in onda  | Ascolti        | Ascolti | Ascolti |
| Puntata | Titolo                                          | Argomento                           | Conduzione             | Regia                | Messa in onda  | Telespettatori | Share   | Fonte   |
| ------- | ----------------------------------------------- | ----------------------------------- | ---------------------- | -------------------- | -------------- | -------------- | ------- | ------- |
| 1       | Delitto di Garlasco: caso riaperto              | Delitto di Garlasco                 | Alessandro De Giuseppe | Riccardo Festinese   | 30 marzo 2025  | 1 289 000      | 9,20%   | [ 35 ]  |
| 2       | I soldi fanno la felicità?                      | Il lusso e l'ostentazione           | Stefano Corti          | Ricky Messa          | 6 aprile 2025  | 1 272 000      | 9,80%   | [ 36 ]  |
| 3       | Madri perdute                                   | Il lato oscuro della maternità      | Nina Palmieri          | Alessia Rafanelli    | 13 aprile 2025 | 1 242 000      | 9,40%   | [ 37 ]  |
| 4       | Puglia criminale: la quarta mafia               | La criminalità organizzata pugliese | Giulio Golia           | Francesca di Stefano | 27 aprile 2025 | 1 415 000      | 11,20%  | [ 38 ]  |
| 5       | Amore bugiardo                                  | Le truffe amorose e i tradimenti    | Veronica Ruggeri       | Carlotta Bizzarri    | 4 maggio 2025  | 1 285 000      | 9,90%   | [ 39 ]  |
| 6       | L'arte della truffa: storie di furbi e furbetti | Le frodi e gli inganni              | Luigi Pelazza          | Riccardo Festinese   | 11 maggio 2025 | 1 190 000      | 9,10%   | [ 40 ]  |
| 7       | "Barzageddon" una storia italiana               | Le vicende legate a Davide Barzan   | Gaston Zama            | Marco Occhipinti     | 10 giugno 2025 | 1 101 000      | 10.70%  | [ 41 ]  |

## Programmazione
| Edizione | Rete televisiva | Anno | Stagione          | Programmazione | Programmazione | Programmazione | Programmazione | Programmazione | Programmazione | Programmazione | Collocazione |
| Edizione | Rete televisiva | Anno | Stagione          | L              | M              | M              | G              | V              | S              | D              | Collocazione |
| -------- | --------------- | ---- | ----------------- | -------------- | -------------- | -------------- | -------------- | -------------- | -------------- | -------------- | ------------ |
| 1ª       | Italia 1        | 2022 | autunno           |                |                |                |                |                |                |                | Prima serata |
| 2ª       | Italia 1        | 2023 | inverno-primavera |                |                |                |                |                |                |                | Prima serata |
| 3ª       | Italia 1        | 2023 | autunno           |                |                |                |                |                |                |                | Prima serata |
| 4ª       | Italia 1        | 2024 | inverno-primavera |                |                |                |                |                |                |                | Prima serata |
| 5ª       | Italia 1        | 2024 | autunno           |                |                |                |                |                |                |                | Prima serata |
| 6ª       | Italia 1        | 2025 | primavera         |                |                |                |                |                |                |                | Prima serata |

## Spin-off
Lo spin-off di Inside è dedicato alla sanità: che ne descrive pregi e difetti, ed esplora nuove tecniche di cura dal mondo e dall'Italia ed è condotto da Gaetano Pecoraro.
| Puntata | Conduzione       | Regia              | Messa in onda    | Ascolti        | Ascolti | Ascolti |
| Puntata | Conduzione       | Regia              | Messa in onda    | Telespettatori | Share   | Fonte   |
| ------- | ---------------- | ------------------ | ---------------- | -------------- | ------- | ------- |
| 1       | Gaetano Pecoraro | Riccardo Festinese | 28 novembre 2024 | 940 000        | 7,70%   | [ 42 ]  |
| 2       | Gaetano Pecoraro | Riccardo Festinese | 20 aprile 2025   | 1 245 000      | 9,50%   | [ 43 ]  |
| 3       | Gaetano Pecoraro | Riccardo Festinese | 17 giugno 2025   | 1 171 000      | 10,30%  | [ 44 ]  |